# داوید چوکوهوانکا
داوید چوکوهوانکا سِسْپِدِس (زاده ۷ مه ۱۹۶۱) دیپلمات، رهبر دهقان، سیاستمدار و اتحادیه کارگری بولیوی است که به عنوان سی و نهمین معاون رئیس‌جمهور بولیوی از سال ۲۰۲۰ فعالیت می‌کند. او که یکی از اعضای جنبش سوسیالیسم بود، قبلاً از سال ۲۰۰۶ تا سال ۲۰۱۷ به عنوان وزیر امور خارجه و از سال ۲۰۱۷ تا ۲۰۱۹ به عنوان دبیرکل آلبا خدمت کرد.
داوید چوکوهوانکا در کوتا کوتا باجا به دنیا آمد و بعداً تحصیلات متوسطه را در هوارینا به پایان رساند و در آنجا پیرو تفکر مارکسیستی شد. او قبل از پیوستن به جنبش کارگری دهقانی بومی در موسسات لاپاز و هاوانا فلسفه خواند و در این مدت با اوو مورالس فعال کوکالر آشنا شد و با او جنبش برای سوسیالیسم را تشکیل داد. در اواخر دهه ۱۹۹۰ و اوایل دهه ۲۰۰۰، چوکوهوانکا به عنوان مشاور کلیدی برای سازمان‌های بومی و رهبران دهقانان، از جمله اوو مورالس، و هماهنگ‌کننده ملی برنامه نینا، یک سازمان غیردولتی بود که به آموزش رهبران فعال اختصاص داشت.
اوو مورالس در سال ۲۰۰۶، چوکوهوانکا را به عنوان وزیر امور خارجه دولت خود منصوب کرد، سمتی که او برای بیش از یک دهه انجام داد و به یکی از مورد اعتمادترین مقامات دولتی مورالس تبدیل شد. دقیقاً یازده سال، دوره تصدی دیوید چوکوهوانکا طولانی‌ترین وزیر امور خارجه در تاریخ بولیوی و دومین طولانی‌ترین وزیر دولت بعد از لوئیس آرس بود.
پس از برکناری اجباری مورالس در سال ۲۰۱۹، چوکوهوانکا توسط سازمان‌های اجتماعی متحد به عنوان نامزد حزبش برای ریاست جمهوری در انتخابات عمومی مجدد که برای سال ۲۰۲۰ برنامه‌ریزی شده بود معرفی شد. با این حال، مورالس در عوض آرس را به عنوان رئیس بلیت انتخاب کرد و چوکوهوانکا را به عنوان معاون خود انتخاب کرد. چوکوهوانکا که با پنجاه و پنج درصد آرا انتخاب شد، در نوامبر سال ۲۰۲۰ سمت را بر عهده گرفت و پس از ویکتور هوگو کاردناس، دومین معاون بومی رئیس‌جمهور کشور شد.

## اوایل زندگی و شغل

### دوران کودکی و تحصیل
دیوید چوکوهوانکا در ۷ مه ۱۹۶۱ در کوتا کوتا باجا، دهکده ای کوچک واقع در امتداد خط ساحلی دریاچه تیتیکاکا در استان اوماسویوس لاپاز به دنیا آمد. یک آیمارای قومی. چوکوهوانکا در باپتیست بزرگ شد و تا هفت سالگی فقط به زبان مادری خود صحبت می‌کرد، زمانی که اسپانیایی را نیز یادگرفت. پدرش، نیکلاس چوکه‌هوانکا، یک رهبر دهقانی برجسته در شهر همسایه هوآرینا بود، جایی که او رهبری تعاونی کشاورزی محلی را بر عهده داشت. در کودکی، پدر چوکه‌هوانکا جنبه‌های اساسی خانه‌داری را به او آموخت.
وی تحصیلات ابتدایی را در شهر خود به پایان رساند، سپس در سال ۱۹۷۱ به هوآرینا نقل مکان کرد تا دوره متوسطه خود را در مدرسه دولتی خوزه میگل لانزا، جایی که در سال ۱۹۸۰ فارغ‌التحصیل شد، به پایان رساند وی در دوران دانشجویی توسط استاد فلسفه خود، خوان رودریگز، با افکار مارکسیستی آشنا شد. او گفت: «او به ما گفت که روزی باید مسئولیت‌هایی را به عهده بگیریم و برای این کار باید مارکسیست باشیم». به روایت خودش، آموزه‌های مارکسیستی چوکوهوانکا الهام‌بخش او شد تا یک انقلابی شود. قبلاً در سال سوم تحصیل، وی در سازماندهی اولین اتحادیه دانش آموزان مدرسه اش کمک کرد، در اعتراضات متعدد دانش آموزی شرکت کرد، که به همین دلیل چندین بار تعلیق شد و حتی تقریباً اخراج شد.
اندکی پس از فارغ‌التحصیلی، چوکوهوانکا به لاپاز نقل مکان کرد و در مدرسه عالی تربیت معلم سیمون بولیوار در رشته فلسفه تحصیل کرد، در این مدت او به گروه دانشجویی دیگر، گرایش انقلابی معلمان دانشجو پیوست. او تنها یک سال را در مؤسسه به پایان رساند و سپس ترک تحصیل کرد تا به‌طور مختصر خود را وقف فعالیت اتحادیه کارگری کند. در سال ۱۹۸۵، او با دریافت بورسیه تحصیلی شش‌ماهه برای حضور در مدرسه تربیت کادر در هاوانا، کوبا، به آموزش بازگشت و در آنجا در رشته فلسفه و اقتصاد سیاسی آموزش دید. با بازگشت به بولیوی، وی تحصیلات تکمیلی خود را در رشته تاریخ و مردم‌شناسی در دانشگاه عالی سن آندرس به پایان رساند و بعداً در سال ۲۰۰۲ دیپلم حقوق بومیان را از دانشگاه کردیلرا لاپاز دریافت کرد.

## وزیر امور خارجه
پس از انتخاب شدن مورالس به ریاست جمهوری در سال ۲۰۰۵، چوکوهوانکا به عنوان وزیر خارجه در نخستین کابینه رئیس‌جمهور جدید منصوب شد. تمایل مورالس به منصوب کردن چوکوهوانکا به سرپرستی وزارت امور خارجه به اواخر دهه ۱۹۹۵ در جریان سفرش به لیبی برمی‌گردد، جایی که رئیس‌جمهور آینده همان‌قدر به وزیر امور خارجه وقت لیبی گفت. با این حال، چوکوهوانکا چندان مشتاق این ایده نبود و در ابتدا به دنبال شخص دیگری - ترجیحاً آیمارا - برای ایفای نقش بود. در نهایت، او پیشنهاد مورالس را پذیرفت. وی تصریح کرد: من اگر قبول نکنم [وزیر جدید] مثل همیشه می‌شود و روزی احساس گناه می‌کنم. چوکوهوانکا با تصدی این سمت، اولین فرد بومی بود که در تاریخ بولیوی سمت وزیر خارجه را اشغال کرد.
وی در یازده سال ریاست خود - طولانی‌ترین وزیر خارجه در تاریخ بولیوی - چوکه‌هوانکا خود را به عنوان یکی از تأثیرگذارترین افراد در حلقه درونی رئیس‌جمهور معرفی کرد، که برای آن «به اتفاق آرا سومین چهره در حزب حاکم پس از مورالس و آلوارو گارسیا لینرا، معاون رئیس‌جمهور، آلوارو گارسیا لینرا» در نظر گرفته شد. به عنوان وزیر امور خارجه، چوکوهوانکا نماینده "جریان میانه رو هندی " در دولت مورالس بود، جناحی از حامیان ام‌ای‌اس که "نقش اصلی دولت را استعمار زدایی از جامعه بولیوی می‌دانستند". تا حدی به لطف رهبری وی، این گروه با استفاده از "نسخه‌های ایده آل فرهنگ آند برای ارائه تصویری بومی بر روی دولت، از بیشترین دید بین المللی برخوردار شد. ... پروژه‌ها». اگرچه بومی‌ها در سال‌های اولیه دولت مورالس به دلیل حذف رادیکال‌ترین حامیانش ضعیف شدند، اما با از سال ۲۰۱۰ به بعد به‌طور نمادین تأثیرگذار باقی ماندند.
با افزایش نفوذ داخلی چوکوهوانکا در دولت، رسانه‌ها به‌طور فزاینده ای توجه خود را به تنش‌های در حال جوش بین وزیر امور خارجه و سایر بخش‌های دولت مورالس، به ویژه آنهایی که به معاون او، گارسیا لینرا، وفادار بودند، معطوف کردند. به گفته ریکاردو کالا، جامعه‌شناس، نفاق داخلی بین اطرافیان معاون رئیس‌جمهور و وزیر امور خارجه حتی قبل از سال ۲۰۰۶ آغاز شده بود این درگیری پس از شکست همه‌پرسی قانون اساسی در سال ۲۰۱۶، که در آن رای‌دهندگان کاهش محدودیت‌های دوره را برای اجازه دادن به مورالس برای انتخاب چهارمین دوره ریاست جمهوری رد کردند، عمیق‌تر شد. در شرایطی که مورالس فعلاً از نامزدی منع شده بود، در صورتی که ام‌ای‌اس نتواند نتایج را از طریق راه‌های قانونی مختلف لغو کند، چوکوهوانکا به‌طور فزاینده‌ای اقداماتی را انجام داد تا خود را به عنوان جانشین رئیس‌جمهور معرفی کند، واقعیتی که خشم رئیس‌جمهور را برانگیخت و منجر به وخامت روابط آنها شد. در بحبوحه این جنگ قدرت، موقعیت چوکوهوانکا در پی بحران آب در سال ۲۰۱۶ در لاپاز تضعیف شد، که شاهد افزایش نظارت بر وزیر وقت محیط زیست، الکساندرا موریرا، و مقامات برجسته آب کشور بود، که اکثر آنها سهمیه بلوک او بودند، و موریرا قبلاً در سمت وزیر خارجه کار می‌کرد.
به گفته کالا، هزینه سیاسی بحران آب، محرک نهایی برای برکناری وی بود. در ژانویه ۲۰۱۷، مورالس فرناندو هواناکنی را جایگزین او کرد، شخصیتی همسو با پایه قدرت گارسیا لینرا. موریرا نیز برکنار شد، با اکثریت متحدان باقیمانده چوکه‌هوآنکا در خدمات ملکی در چند روز پس از خروج او، موقعیت‌های آنها توسط افرادی از اردوگاه گارسیا لینرا اشغال شد، که به عنوان برنده اختلاف طولانی مدت ظاهر شد. اندکی پس از برکناری، چوکه‌هوانکا به عنوان دبیرکل اتحاد بولیوی (آلبا) منصوب شد، موقعیتی که فرناندو مولینا، روزنامه‌نگار، آن را معادل «تبعید» محتاطانه به یک پست دیپلماتیک ثانویه می‌دانست. مولینا برکناری چوکه‌هوانکا را به ساختار احزاب سیاسی بولیوی نسبت داد: «واکنش علیه چوکوهوانکا به این دلیل بود که محیط مورالس نمی‌توانست اجازه ظهور رئیس‌جمهور جدید را بدهد. ... سقوط یک رهبر به معنای کنار رفتن کل یک گروه از قدرت است؛ بنابراین، مورالس به شدت برای جلوگیری از آن انگیزه داشت.»
."

## تاریخ انتخابات
| سال                                                      | عنوان           | حزب | حزب                      | آرا       | آرا    | آرا    | نتایج | Ref.   |
| سال                                                      | عنوان           | حزب | حزب                      | کل        | درصد   | جایگاه | نتایج | Ref.   |
| -------------------------------------------------------- | --------------- | --- | ------------------------ | --------- | ------ | ------ | ----- | ------ |
| ۲۰۲۰                                                     | معاون رئیس‌جمهور |     | جنبش حرکت برای سوسیالیسم | ۳٬۳۹۳٬۹۷۸ | ۵۵٫۱۰٪ | اول    | Won   | [ ۲۹ ] |
| Source: Plurinational Electoral Organ \| Electoral Atlas |                 |     |                          |           |        |        |       |        |

## افتخارات

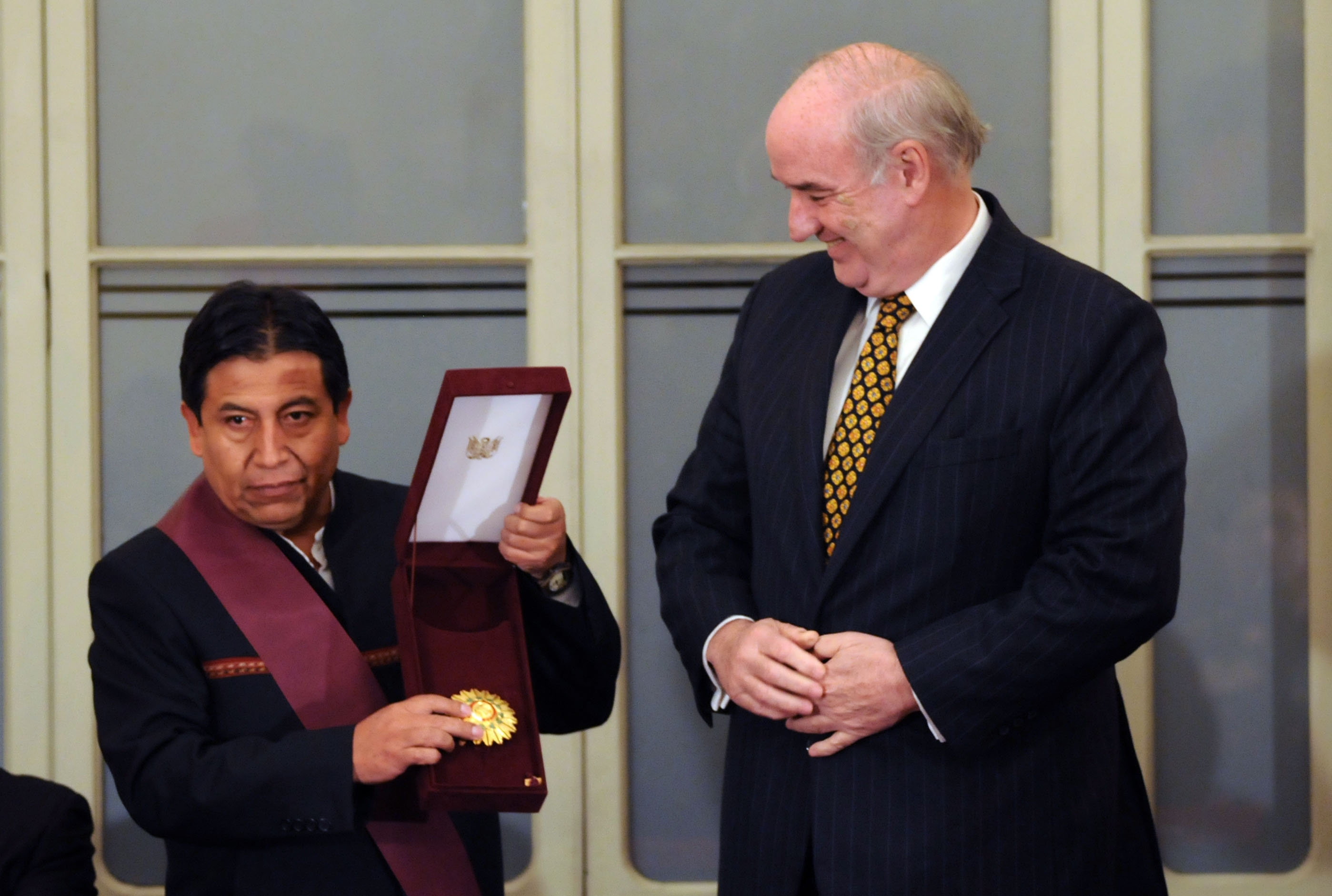
مفتخر شدن به نشان خورشید پرو

| جایزه یا تزئین | جایزه یا تزئین                | کشور    | تاریخ | Ref.   |
| -------------- | ----------------------------- | ------- | ----- | ------ |
|                | مدال جمهوری شرقی اروگوئه      | اروگوئه |       | [ ۳۰ ] |
|                | صلیب بزرگ از دستور خورشید پرو | پرو     |       | [ ۳۱ ] |
|                |                               |         |       |        |